# 拜禮
拜是儀禮的一種，用來表示尊敬、哀痛等。拜的動作是跪下之後，大腿不貼近腳跟，拱手，頭俯於手，與心齊平。拜有五種方式，分別是空首、稽首、頓首、振動、肅拜，又因拜的場合不同而分為吉拜、凶拜、奇拜、褒拜。